# Tollien Schuurman

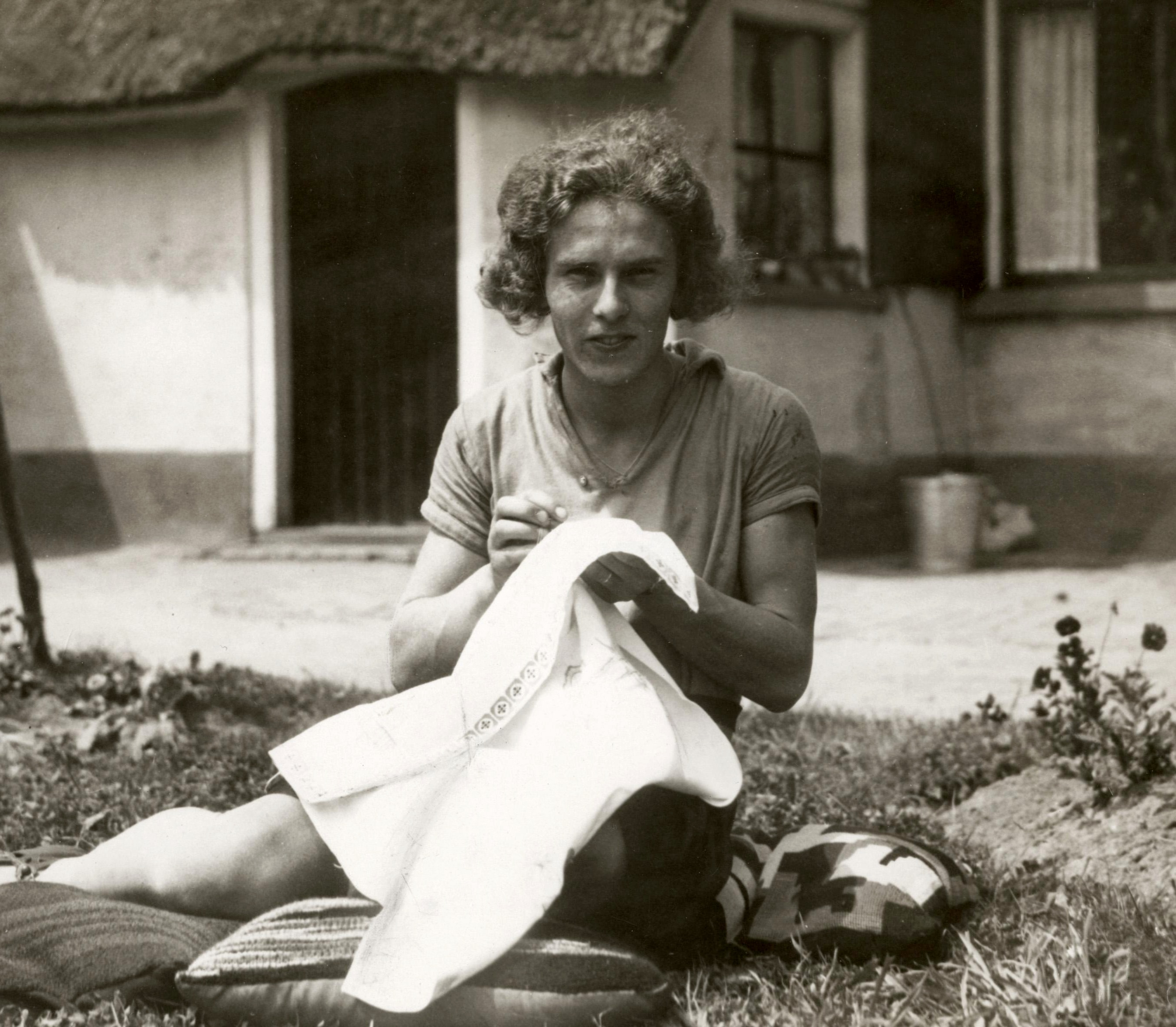
Tollien Schuurman, 1932

Tollien Schuurman (eigentlich Tollina Wilhelmina Schuurman; * 20. Januar 1913 in Zorgvlied, Westerveld; † 29. Januar 1994 in Apeldoorn) war eine niederländische Sprinterin und Weitspringerin.
1930 gewann sie bei den Frauen-Weltspielen 1930 jeweils Silber über 100 und 200 Meter.
Bei den Olympischen Spielen 1932 in Los Angeles wurde sie Vierte in der 4-mal-100-Meter-Staffel und erreichte über 100 Meter das Halbfinale.
Viermal wurde sie Niederländische Meisterin über 100 Meter (1930, 1931, 1933, 1934), dreimal über 200 Meter (1931, 1933, 1934) und zweimal im Weitsprung (1933, 1934).

## Persönliche Bestzeiten
- 100 m: 11,9 s, 5. Juni 1932, Haarlem (ehemaliger Weltrekord)
- 200 m: 24,6 s, 13. August 1933, Schaerbeek (ehemaliger Weltrekord)